# 유이스 호마르
류이스 오마르(Lluís Homar, 1957년 4월 20일 ~ )는 스페인의 배우 및 연극 감독이다.

## 출연 작품
- 니어 유어 홈 (2016)
- 라틴 러버 (2015)
- 라 포사 (2014)
- 카지노를 털어라 (2012)
- 에바 : 위험한 관계 (2011)
- 돈 비 어프레이드 (2011)
- 페이퍼 버드 (2010)
- 어린 시절의 영웅들 (2010)
- 줄리아의 눈 (2010)
- 브로큰 임브레이스 (2009)
- 겁쟁이들 (2008)
- 어 캐슬 인 스페인 (2007)
- 베스트 오브 미 (2007)
- 바디 아머 (2007)
- 페르마의 밀실 (2007)
- 혼란스런 아나 (2007)
- 백우즈 (2006)
- 라 디스탄시아 (2006)
- 보르히아:역사상 가장 타락한 교황 (2006)
- 퀸즈 (2005)
- 터미네이터 독 (2004)
- 죽음의 화물선 (2004)
- 나쁜 교육 (2004)
- 천상의 시계 (1993)
- 아벤티스 (1989)